# Zdziętawy
Zdziętawy – wieś w Polsce położona w województwie wielkopolskim, w powiecie krotoszyńskim, w gminie Kobylin.
W okresie Wielkiego Księstwa Poznańskiego (1815-1848) miejscowość wzmiankowana wówczas jako folwark Zdzientawy należała do wsi mniejszych w ówczesnym pruskim powiecie Kröben (krobskim) w rejencji poznańskiej. Zdzientawy należały do okręgu jutroszyńskiego tego powiatu i stanowiły część majątku Smolice, którego właścicielem był wówczas (1846) Wilanowski. Według spisu urzędowego z 1837 roku folwark liczył 74 mieszkańców, którzy zamieszkiwali 8 dymów (domostw).
W latach 1975–1998 miejscowość administracyjnie należała do województwa leszczyńskiego.